# Bruto e Arrunte
Bruto e Arrunte, noto in passato come Eteocle e Polinice o anche Due guerrieri colpiti a morte è un dipinto ad olio su tela autografo di Giambattista Tiepolo.

## Storia
Il dipinto faceva parte di una serie di dieci opere raffiguranti le storie di Roma eseguite per il salone maggiore del palazzo della famiglia Dolfin nel sestiere di Dorsoduro vicino a San Pantalon, primo ciclo di teleri realizzati dal pittore veneziano al termine del suo periodo di formazione tra il 1725 e il 1730.
Fu Daniele III Giovanni Dolfin (1654-1729) che in procinto di partire per l'incarico di Bailo (ambasciatore) a Costantinopoli ormai settantenne, decise di ultimare le decorazioni del salone del palazzo commissionando i lavori agli artisti considerati nel periodo i più celebri. La decisione di incaricarne la realizzazione al Tiepolo fu consigliata dal fratello Dionisio Dolfin (1663-1734) che aveva già commissionato all'artista le decorazioni del palazzo Patriarcale di Udine. Questo fu con questo lavoro che Tiepolo creò un nuovo stile eroico, ispirandosi agli insegnamenti del drammaturgo Scipione Maffei, e spostatosi decisamente dalla tenebrosità del tardo barocco verso la luminosità chiaroscurale del rococò, venne celebrato tra i migliori artisti del nuovo stile.
Nel 1872, con l'intermediazione di Michelangelo Guggenheim, le tele furono vendute al barone Eugen Miller von Aichholz e vennero sostituite con grandi specchiere. Il barone ne tenne cinque nel proprio palazzo viennese e cedette le altre (Volumnia e i figli che pregano Corialano, il Trionfo di Scipione, Muzio Scevola e Porsenna, Fabio Massimo davanti al senato cartaginese e  Dittatura offerta a CincinnatoI) al nobile pietroburghese Aleksandr Aleksandrovič Polovstev che le donò all'Accademia Stieglitz da cui giunsero all'Ermitage nel 1934. Il palazzo viennese, con tutte le sue collezioni, fu venduto nel 1919 a Camillo Castiglioni, banchiere di Trieste, che donò due pezzi (questo e Annibale contempla la testa di Asdrubale) al Kunsthistorisches Museum ottenendo di esportare in Svizzera le rimanenti tre. Questi ultimi dipinti (la Battaglia di Vercelli, la Conquista di Cartagine e ilTrionfo di Mario)  giunsero nel 1934 in una collezione privata americana e da questa ceduti al Metropolitan Museum.

## Descrizione
Come dimostrato da Francis Haskell nel 1980, il dipinto trae precisa ispirazione dal racconto di Publio Anneo Floro: rappresenta il momento in cui il console Lucio Giunio Bruto ed Arrunte Tarquinio si trafissero vicendevolmente durante la battaglia della Selva Arsia, scontro finale che portò definitivamente Roma nell'Età repubblicana. La grande scioltezza della pennellata e la complessità della trama chiaroscurale sottolineano la drammatizzazione della tragica scena.
La serie fu molto probabilmente dipinta assieme agli affreschi di Udine impiegando gli inverni per questi dipinti ad olio e lasciando la climaticamente più propizia stagione estiva per la pittura a fresco, come d'altronde divenne usuale per il Tiepolo.